# Nisqually

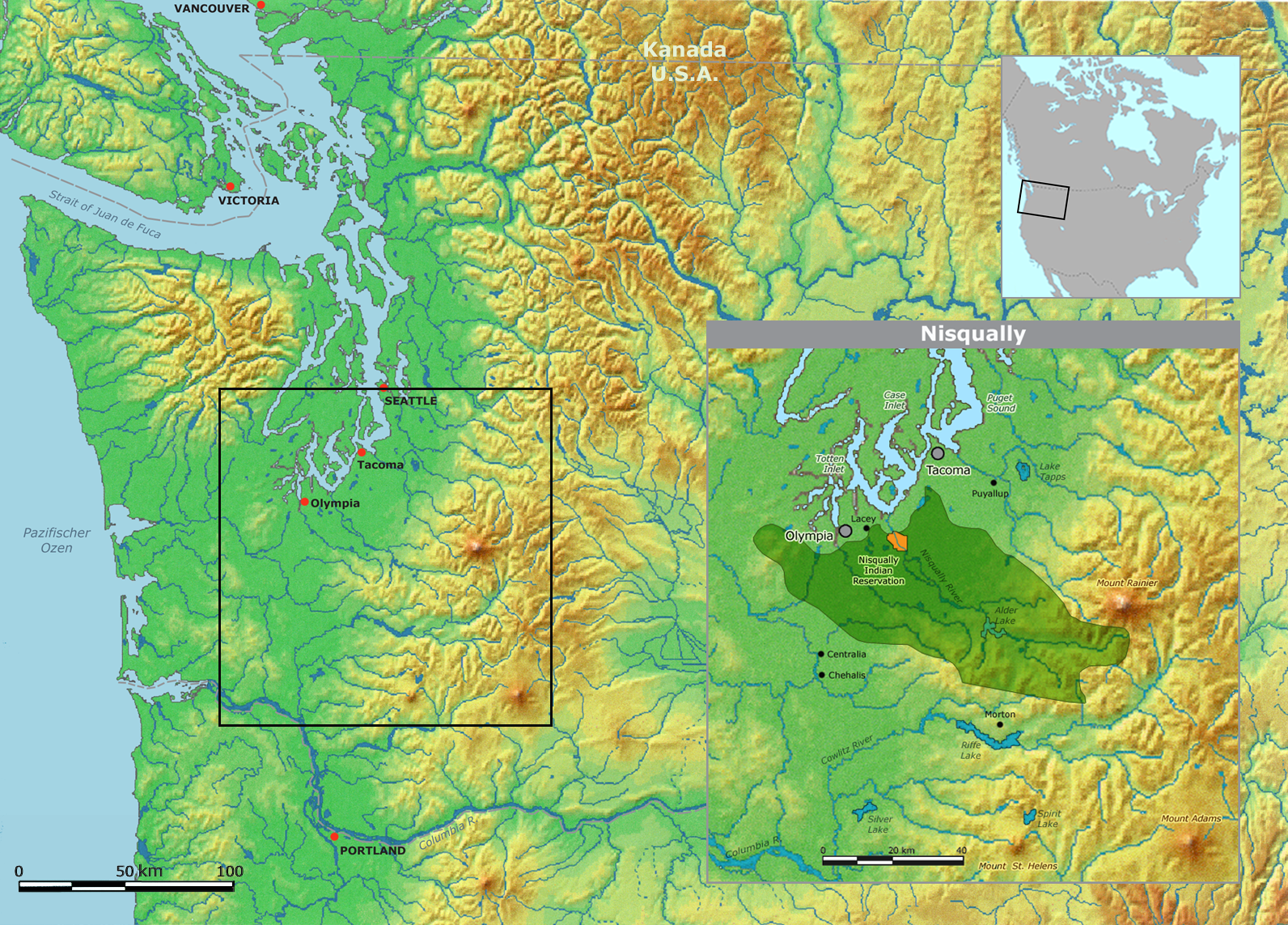
Traditionelles Territorium der Nisqually und heutiges Reservat im US-Bundesstaat Washington

Die Nisqually sind ein Indianerstamm im Bundesstaat Washington im Nordwesten der USA. Sie leben in einem Reservat im Tal des Nisqually River nahe der Mündung. Dieses Reservat umfasst 20,602 km² im westlichen Pierce County – dieser Teil ist unbewohnt – und im östlichen Thurston County. Im Jahr 2000 lebten dort 588 Menschen.
Sie sprachen Nisqually, einen Unterdialekt des südlichen Salish-Dialekts des Lushootseed. Sie selbst nennen sich Squalli-Absh (sq̓ʷaliˀ abš), was „Volk des Graslands“ bedeutet. Kulturell gehören sie zu den Küsten-Salish.

## Geschichte
Ursprünglich lebten die Nisqually im Gebiet zwischen Mount Rainier und dem westlichen Puget Sound. Ihre Lebensgrundlage war der Lachs. Folgt man der mündlichen Überlieferung, so kamen sie aus dem Großen Becken, überquerten die Cascade Mountain Range, das küstennahe Gebirge, und errichteten ihr erstes Dorf am heutigen Skate Creek, am Südrand des Entwässerungsgebiets des Nisqually. Insgesamt errichteten sie mindestens 40 Dörfer, die in einem Abschnitt von rund 50 km Länge oberhalb des Flussdeltas lagen.
Sie unterhielten enge Handels- und Verwandtschaftsbeziehungen zu den Yakima und den Klickitat. Von Letzteren erwarben sie Pferde. Diese Herden wurden so groß, dass die Nisqually als die größten Pferdehalter westlich der Küstengebirge galten. 1825 griffen sie die Cowichan auf Vancouver Island an, mussten sich jedoch nach schweren Verlusten von dort zurückziehen.
Der erste dauerhafte Kontakt mit Weißen begann 1833 mit der Errichtung von Fort Nisqually, das dem Pelzhandel der Hudson’s Bay Company diente. 1838/39 wurde die Zahl der Nisqually mit 258 angegeben, fünf Jahre später nur noch mit 200. 1839 und 1840 erschienen Missionare bei ihnen, zunächst der Katholik Modeste Demers, dann die Methodisten John Richmond und William Wilson, doch gaben die Missionare nach zwei Jahren auf. 1848 errichtete der französische Missionar Pascal Richard eine Missionsstation nördlich des heutigen Olympia. Noch heute gehören die meisten Nisqually der katholischen Kirche an, einige der Indian Shaker Church.
1854/55 wurde der Stamm, der zu dieser Zeit weniger als 300 Mitglieder zählte, nach Unterzeichnung des Vertrags von Medicine Creek (26. Dezember 1854) gezwungen, sein Reservat östlich von Olympia, der Hauptstadt Washingtons, zu beziehen. Eine Gruppe unter Chief Leschi setzte sich zur Wehr, wurde aber im Puget-Sound-Krieg (1855–1856) besiegt. Der Häuptling hatte den Vertrag nie akzeptiert und wehrte sich vor allem gegen die Umsiedlung in eine ungewohnt waldreiche Umgebung am McAllister Creek, wo der Stamm doch an offene Flusslandschaften mit Sammelmöglichkeiten sowie Pferdehaltung gewöhnt war. Dazu hatten sie jahrzehntelang den Wald durch Feuer klein gehalten, und damit Graswuchs gefördert. Nicht alle Nisqually folgten dem Häuptling in den Krieg, und eine Gruppe wurde vom Indianeragenten J. W. Weber auf Squaxin Island in Sicherheit gebracht. 1855 zogen aus der kanadischen Stikine-Region kommende Plünderer in die Region und raubten Farmen aus, nachdem einer ihrer Häuptlinge ermordet worden war. Leschi wurde am 19. Februar 1858 hingerichtet, denn die USA verweigerten den Indianern den Status als Kriegsgegner, und betrachteten sie als Verbrecher.
Das ursprüngliche Reservat, das im Vertrag von Medicine Creek (Medicine Creek Treaty) festgelegt worden war, umfasste 1.280 Acre (5,2 km²), und lag an der Mündung des Shehnahnam Creek. Eine Ausführungsbestimmung (executive order) vom 20. Januar 1857 erweiterte es auf 4.717 Acre (19,1 km²). Es erstreckte sich nun auf beiden Seiten des Nisqually. Diese Tatsache führte dazu, dass der Stamm weitere 210 Acre beanspruchte, um sein vertraglich garantiertes Recht auf Fischfang ausüben zu können. Dies verwickelte die Nisqually häufig in Auseinandersetzungen mit den staatlichen Behörden.
Am 30. September 1884 wurde das Land in 30 Familienparzellen (lots) aufgeteilt, jedoch hatte der Stamm keinen Anspruch auf Nutzung des Flusses. Dennoch fischten sie dort, und man rechnet mit einem Verbrauch von rund 500 Lachsen pro Familie und Jahr.
Im Winter 1917 begann die US-Armee mit Vorbereitungen zur Errichtung einer Militärbasis, des späteren Fort Lewis, und zwang die Nisqually, ihr Land aufzugeben. Auf diese Art erwarb die Armee insgesamt 3.353 Acre (13,6 km²). Als Ausgleichsgebiet wurde ihnen Land angeboten, das sehr weit entfernt lag, wie etwa im Gebiet der Quinault. Andere Grundstücke wurden in den Reservaten der Puyallup, Chehalis und Skokomish für sie gekauft. Dazu kam eine Kompensation von 75.840 Dollar. Am 24. April 1924 erhielten sie weitere Kompensationen für verlorene Jagd- und Fischereirechte an Bächen und Flüssen – insgesamt 85.000 Dollar.
Am 9. September 1946 wurde die Verfassung des Stammes im Rahmen des Indian Reorganisation Act anerkannt, der die eigenständige Existenz der Stämme erstmals anerkannte, und die Versuche zwangsweiser Assimilation aufgab. Dadurch gehörten alle erwachsenen Mitglieder des Stammes zum General Council, der unter anderem die Aufgabe hatte, sieben Ratsmitglieder zu wählen. Sie sind bis heute für die innere Verwaltung und Wirtschaftsfragen zuständig.
In den 1960er Jahren kämpfte der Stamm um seine vertraglich zugesicherten Fischereirechte, ein als Fish War bekannter Streit, bei dem sich auch Marlon Brando bei Franks Landing einsetzte. Auch der Entertainer Dick Gregory engagierte sich für die Fangrechte der Indianer. Nach langen Verhandlungen mit der Indian Claims Commission erhielten die Nisqually am 30. September 1976 letztmals 80.013,07 Dollar, eine Summe, die für Landkäufe bestimmt war. Nicht enthalten sind darin Kompensationen für Landverluste im Zusammenhang mit dem Ausbau von Fort Lewis.
1989 waren 1.455 Menschen als Angehörige der Nisqually anerkannt, 2000 lebten im Reservat 588 Menschen. 2005 lebten im Bereich der so genannten Service Area des Stammes 5.719 Indianer, von denen rund 600 im Reservat lebten. Die übrigen 5.119 Angehörige dieser Service Area lebten außerhalb des Gebiets. Der Landbesitz des Stammes umfasst rund 4 km², ein Gebiet, das seit etwa 1980 nach und nach zurückgekauft worden ist.
Heute betreibt der Stamm zwei Fischzuchten, eine am Clear Creek und eine am Kalama Creek. Dazu kommt das Red Wind Casino.

## Reservat und Landansprüche
Das Reservat setzt sich aus Land zusammen, das verschiedenem Recht unterliegt. Ausgegebenes Land in trust oder Beschränkungen unterliegend: 715 Acre; entfremdetes Land: 392 Acre, im Besitz des Stammes und in trust: 247 Acre, dazu 45 Acre, die durch eine Änderung der Reservatsgrenzen hinzukamen. Auf dem Gebiet entstanden bis 1992 allein 48 neue Häuser und ein Stammeszentrum (tribal center).

## Bekannte Angehörige
- Billy Frank junior (1931–2014), Naturschutz- und Bürgerrechtsaktivist
- Chief Leschi (1808–1858), Häuptling
- Janet McCloud (1934–2003), Bürgerrechtlerin